# SolveSpace
SolveSpace — открытая параметрическая 2D/ 3D САПР с возможностью механического моделирования. Разработана Jonathan Westhues.
Возможности программы:
- Моделирование 3D деталей — построения выдавливанием, вращением, сложением, вычитанием;
- Моделирование на плоскости с возможностью экспорта в DXF, PDF или SVG; проверка корректности построений в 3D;
- Подготовка CAM-данных и их экспорт в виде плоской векторной графики (например для лазерных резаков), в виде STEP или STL для передачи в другие CAM-программы;
- Разработка механики — имитация плоских или пространственных связей в виде осей или точек вращения, сдвига;
- Плоская и объёмная геометрия помогает без предварительных расчётов создавать чертежи действующих моделей.

SolveSpace распространяется бесплатно под лицензией GPLv3. Файлы для работы с программой должны соответствовать собственному текстовому формату SolveSpace Models (*.slvs). Поддерживаемые форматы включают: двухмерные векторные — DXF, EPS, PDF, SVG, HPGL, STEP; трёхмерные каркасы — DXF и STEP; треугольные грани — STL и Wavefront OBJ; поверхности NURBS — STEP.
Предыдущая версия программного обеспечения называется SketchFlat.

## Внешние ссылки
- solvespace.com — официальный сайт SolveSpace (англ.)
- Проект на Gitorious (устар.)
- Проект SolveSpace на сайте GitHub
- Prokoudine, Alexandre. SolveSpace 2D/3D CAD software released under terms of GPL (англ.). Libre Graphics World. Дата обращения: 2 марта 2014.
- Видео-пример использования программы